# Oxytropis chakassiensis
Oxytropis chakassiensis är en ärtväxtart som beskrevs av Antonina Vasilievna Polozhij. Oxytropis chakassiensis ingår i släktet klovedlar, och familjen ärtväxter. Inga underarter finns listade i Catalogue of Life.